# Zospeum globosum
Zospeum globosum is een slakkensoort uit de familie van de Ellobiidae. De wetenschappelijke naam van de soort is voor het eerst geldig gepubliceerd in 1928 door Kuscer.